# دوغلاس كيلي
دوغلاس كيلي (بالإنجليزية: Douglas Kelley)‏ هو طبيب عسكري وطبيب نفسي وأستاذ جامعي أمريكي، ولد في 11 أغسطس 1912 في تروكي في الولايات المتحدة، وتوفي في 1958 بسبب تسمم بالسيانيد.